# Clot de Comes
El Clot de Comes és un clot del terme municipal de Conca de Dalt, a l'antic terme de Toralla i Serradell, al Pallars Jussà, en territori del poble d'Erinyà.
Es tracta d'una vall molt tancada i feréstega per on baixa la llau de la Font de Tuiro, encaixonada entre el Tossal dels Corbs, a llevant, les Roques, al nord-est, el Serrat del Ban, al nord-oest, i les Roques de Carbes al sud-oest. El poble d'Erinyà és al sud-est del Clot de Comes.